# Астане (дегестан, остан Марказі)
Астане (перс. آستانه) — дегестан в Ірані, в Центральному бахші, в шагрестані Шазанд остану Марказі. За даними перепису 2006 року, його населення становило 7120 осіб, які проживали у складі 1896 сімей.

## Населені пункти
До складу дегестану входять такі населені пункти:
- Азодіє
- Ардуґаг-Емір-Кебір
- Бордж
- Бордж-е Чешме-є Магмуд
- Загірабад-е Астане
- Зіяабад
- Калье-є Аббасабад
- Калье-є Ака-Гамід
- Калье-є Балеман
- Нурабад
- Пакаль
- Паланґ-Дар
- Паркале
- Сар-Сахті-є Бала